# Мон-Сен-Гібер
Мон-Сен-Гібер (валлон. Mont-Sint-Wubert) — муніципалітет Валлонії, розташований у бельгійській провінції Валлонський Брабант. На 1 січня 2012 року загальна кількість населення Мон-Сен-Гібера становила 7000 осіб. Загальна площа 18.63 км, що дає щільність населення 344 мешк. на кв.км.
Окрім самого Мон-Сен-Гібера, муніципалітет включає села Корбе та Евіллер.
До того, як власники пивоварні Stella Artois купили бізнес, вони варили пиво Leffe в Мон-Сен-Гібері разом з Vieux Temps. Згодом пивоварню закрили, а виробництво перенесли до Левена у фламандській частині країни.

Пам'ятки
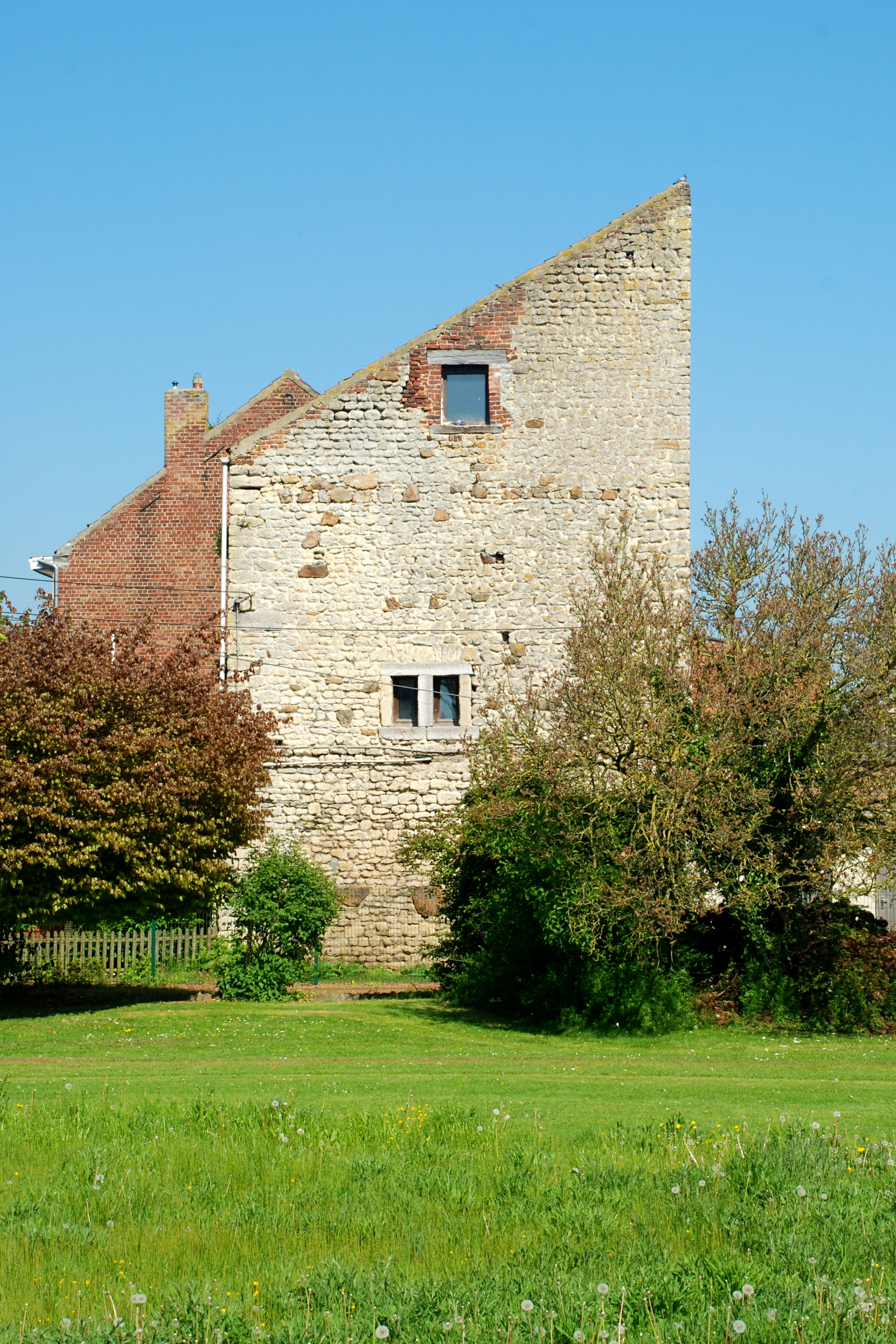
Вежа Griffon du Bois
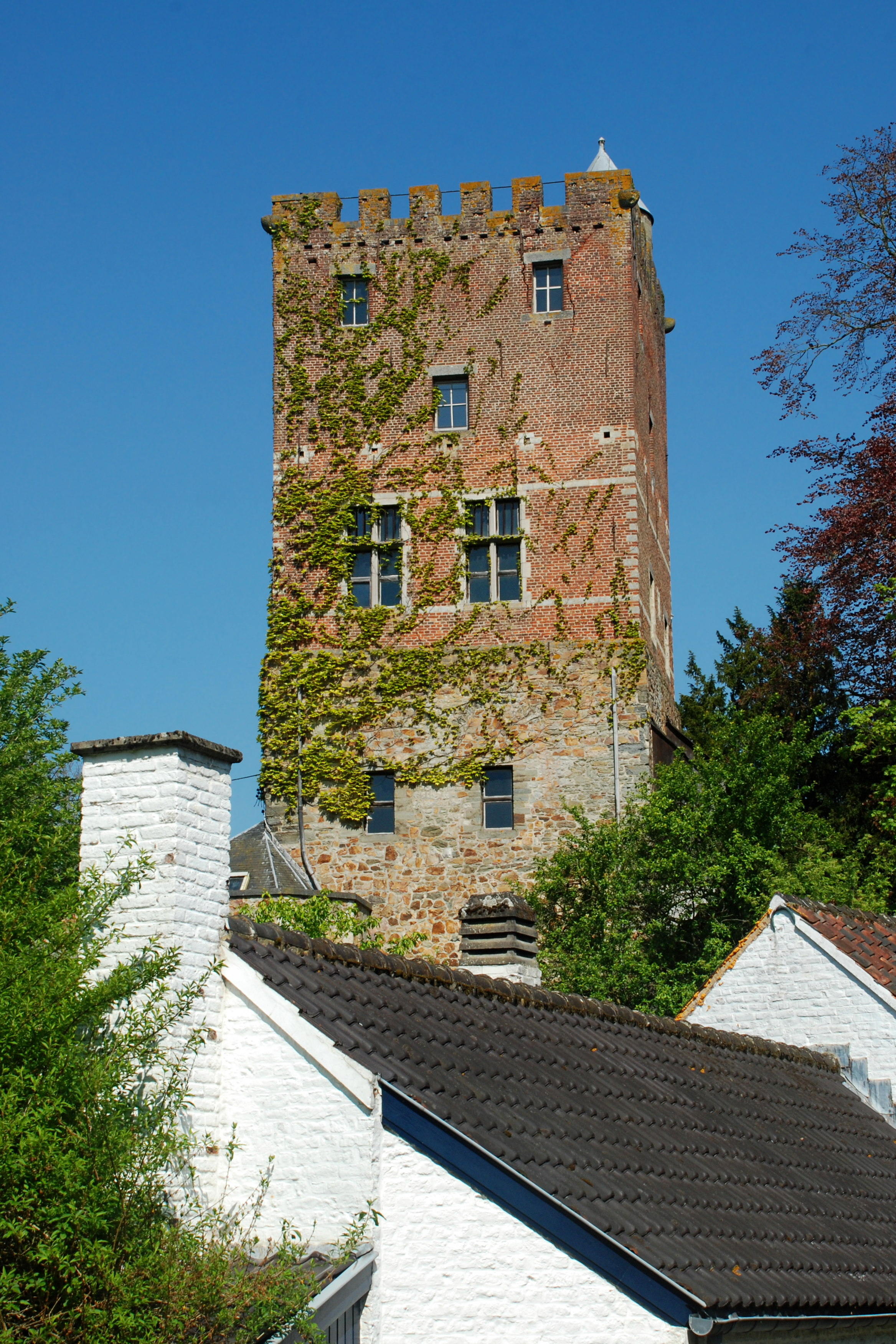
Підземелля Бірбе
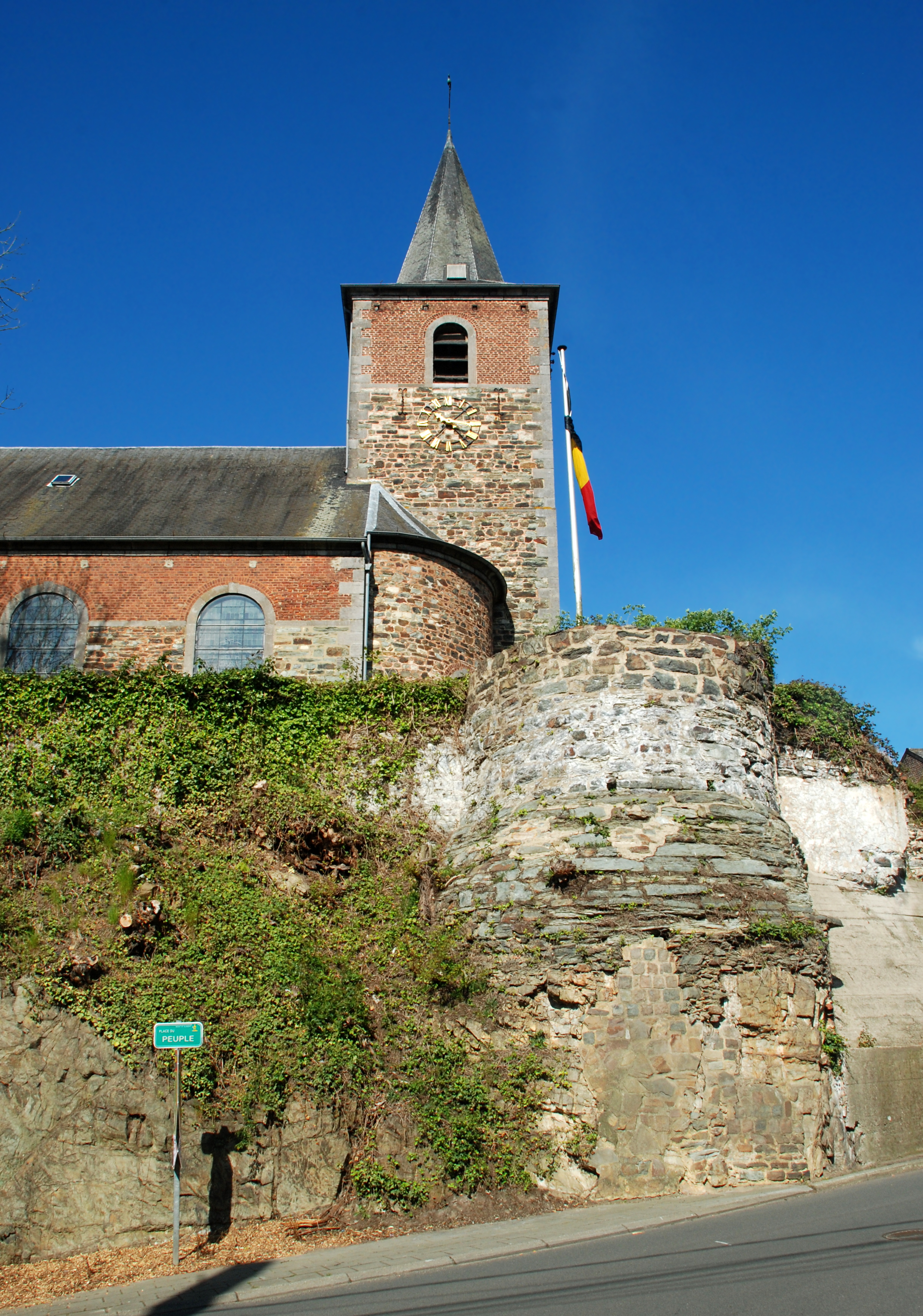
Церква Сен-Гібер
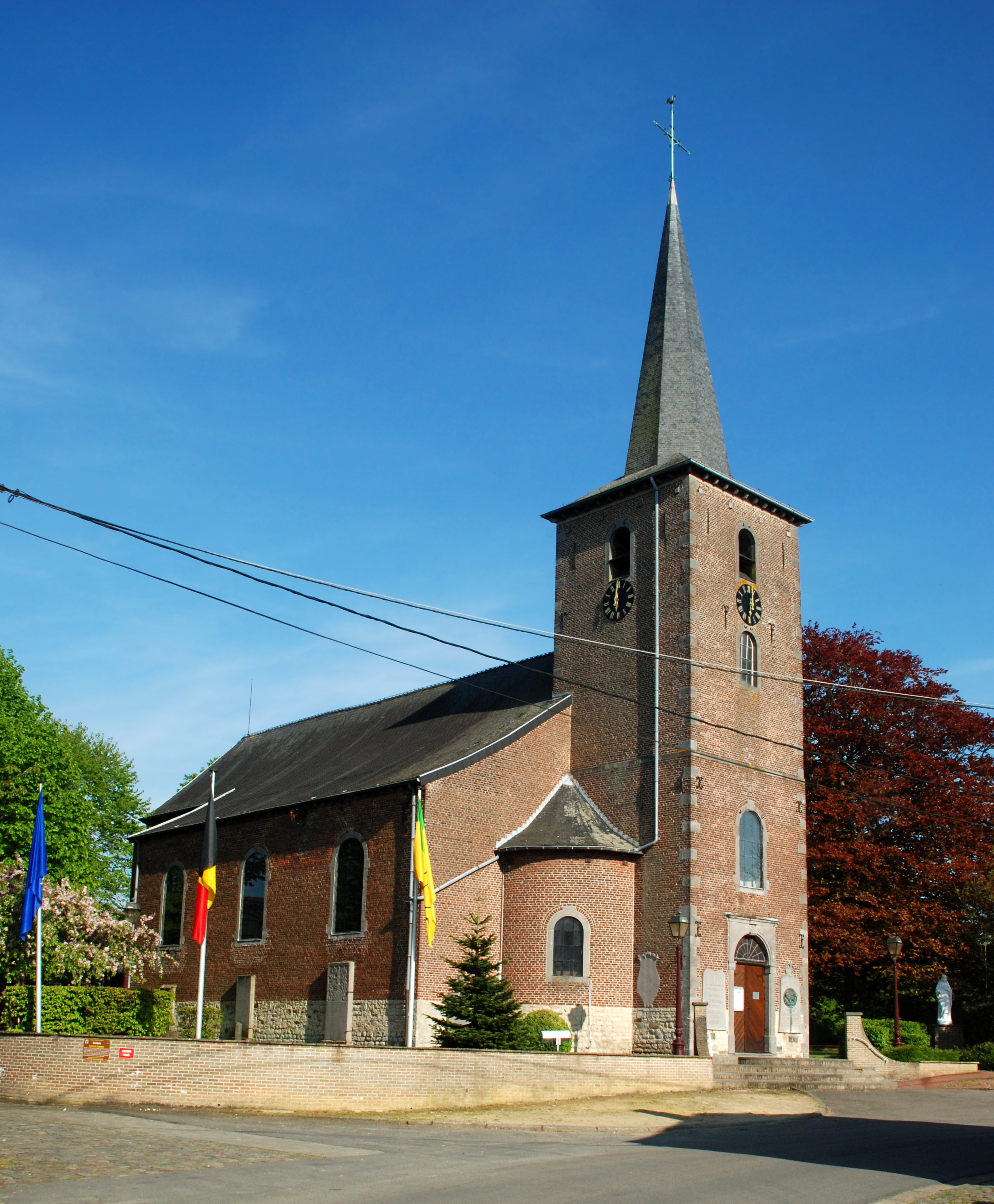
Церква Сен-П'єр в Корбе